# Mon cœur s'ouvre à ta voix

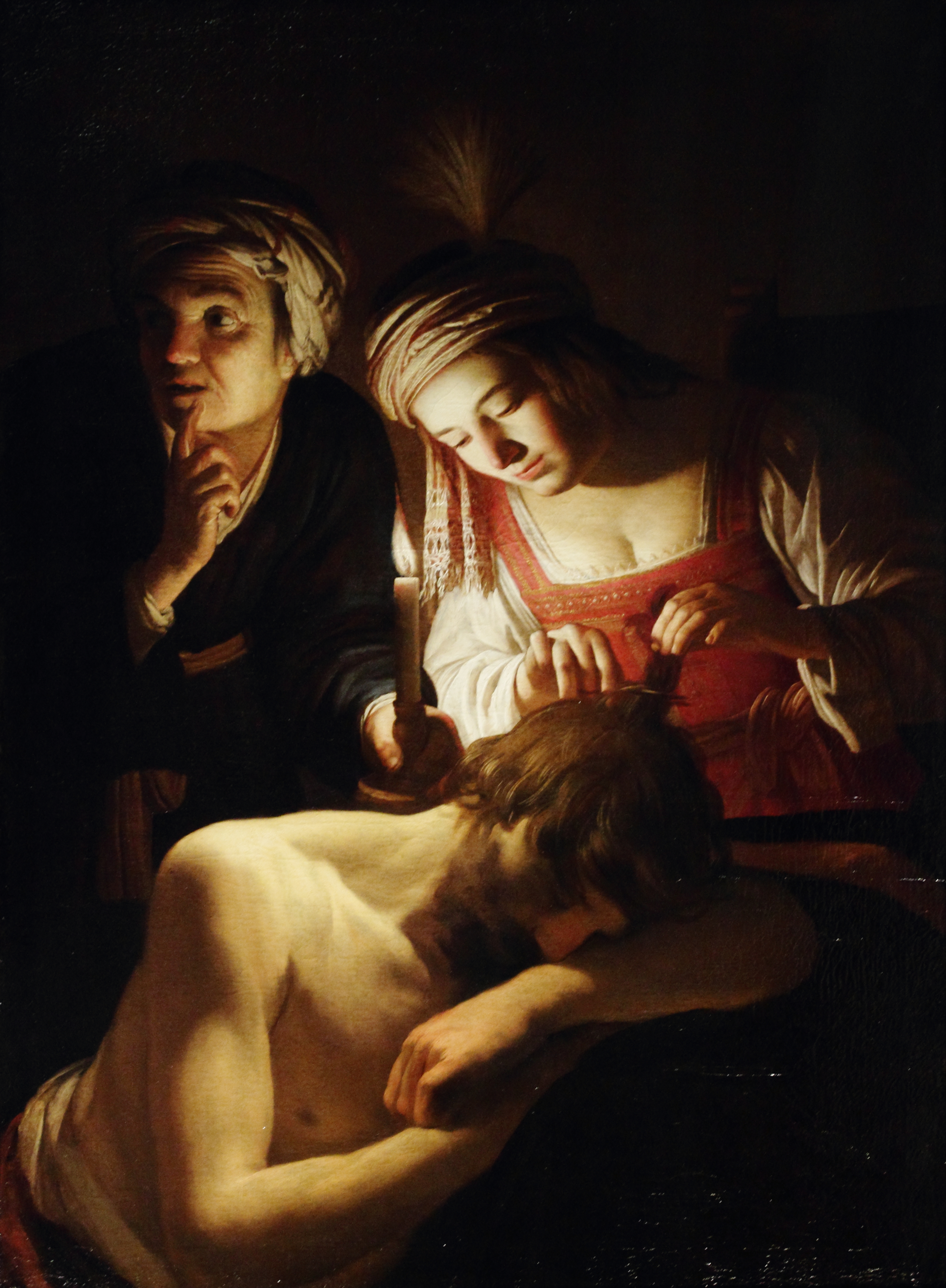
Samson and Delilah
Gerard van Honthorst, 1615

Mon cœur s'ouvre à ta voix est un air mezzo-soprano populaire de l'opéra de Camille Saint-Saëns, Samson et Dalila. Il est chanté par Dalila dans l’acte II lorsqu’elle tente de séduire Samson pour qu'il lui révèle le secret de sa puissance. Dans la version actuelle de l’opéra, Dalila répond aux mots de  Samson : « Dalila ! Dalila ! Je t’aime !» qu’il répète entre le premier et le second couplet de l’air.

## Air et paroles
| Mon cœur s’ouvre à ta voix, Comme s’ouvrent les fleurs Aux baisers de l'aurore! Mais, ô mon bien-aimé, Pour mieux sécher mes pleurs, Que ta voix parle encore! Dis-moi qu’à Dalila Tu reviens pour jamais, Redis à ma tendresse Les serments d’autrefois, Ces serments que j’aimais! Ah! réponds à ma tendresse! Verse-moi, verse-moi l’ivresse! Ainsi qu’on voit des blés Les épis onduler Sous la brise légère, Ainsi frémit mon cœur, Prêt à se consoler, À ta voix qui m’est chère! La flèche est moins rapide À porter le trépas, Que ne l’est ton amante À voler dans tes bras! Ah ! réponds à ma tendresse! Verse-moi, verse-moi l’ivresse! |

## Postérité
Le chanteur Klaus Nomi reprend ce titre sur le dernier titre Samson and Delilah de son album homonyme de 1981.
Le compositeur japonais Joe Hisaishi reprend l'air Mon Coeur s'ouvre à ta voix sur la chanson バビロンの丘 (A Hill Of Babylon) de son album Piano Stories III de 1998,. 
En 2009, le groupe britannique Muse reprend également en partie l'air de Camille Saint-Saëns sur la chanson I Belong to You (+Mon cœur s'ouvre à ta voix) de son album The Resistance,. 